# Oxalis marlothii
Oxalis marlothii är en harsyreväxtart som beskrevs av Schlechter och Paul Erich Otto Wilhelm Knuth. Oxalis marlothii ingår i släktet oxalisar, och familjen harsyreväxter. Inga underarter finns listade i Catalogue of Life.